# アンドリュー・ネムハード
- アンドリュー・ネンバード

アンドリュー・ウィリアム・ネムハード（Andrew William Nembhard, 2000年1月16日 - ）は、カナダのオンタリオ州オーロラ出身のプロバスケットボール選手。NBAのインディアナ・ペイサーズに所属している。ポジションはポイントガード。

## 経歴

### カレッジ

#### フロリダ
フロリダ大学に進学し、1年目の2018-19シーズンにSECのオールフレッシュマンチームに選出された。シーズン終了後に2019年のNBAドラフトへアーリーエントリーしたが、後に撤回して大学に残った。

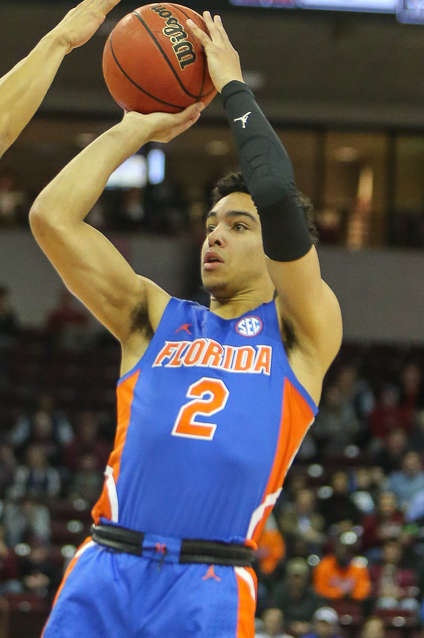
フロリダ大学でのネムハード
(2020年)

2年目の2019-20シーズン終了後に2020年のNBAドラフトへアーリーエントリーしたが、NCAA規定の代理人と契約し、指名されなかった場合は大学に残ることになった。その後2020年5月30日にエントリーを撤回し、フロリダ大学から転校することを発表した。

#### ゴンザガ
2020年6月30日にゴンザガ大学へ転校した。他にはデューク大学、USC、メンフィス大学、ジョージタウン大学、スタンフォード大学からオファーを受けていた。
2020-21シーズンはジェイレン・サッグス、コーリー・キスパートらと共にシーズン無敗の好成績を記録。WCCのシックスマン賞を受賞し、オールWCCセカンドチームに選出された。NCAAトーナメントでも決勝に進出したが、ベイラー大学に敗れ準優勝となった。
2021-22シーズンはオールWCCファーストチームに選出された。シーズン終了後、2022年のNBAドラフトにエントリーした。

### インディアナ・ペイサーズ
2022年のNBAドラフトにて2巡目全体31位でインディアナ・ペイサーズから指名され、7月22日に2巡目指名選手のルーキー契約としては史上最高額となる4年総額860万ドルの契約を結んだ。
2022-23シーズン、11月28日のロサンゼルス・レイカーズ戦で第4Qにブザービーターとなる3ポイントシュートを成功させ、チームを勝利に導いた。12月5日のゴールデンステート・ウォリアーズ戦でキャリアハイとなる31得点、8リバウンドを含む13アシスト、1スティールを記録し、チームは112-104で勝利した。2023年1月31日にチームメイトのベネディクト・マサリンと共にライジングスターズ・チャレンジに選出された。3月28日のミルウォーキー・バックス戦でキャリアハイとなる15アシストを含む15得点、2リバウンドを記録したが、チームは136-149で敗れた。

## 家族
弟のライアン・ネムハードもバスケットボール選手で、クレイトン大学でプレーしている。

## 個人成績

### NBA

#### レギュラーシーズン
| シーズン | チーム | GP  | GS  | MPG  | FG%  | 3P%  | FT%  | RPG | APG | SPG | BPG | PPG  |
| -------- | ------ | --- | --- | ---- | ---- | ---- | ---- | --- | --- | --- | --- | ---- |
| 2022–23  | IND    | 75  | 63  | 27.6 | .441 | .350 | .790 | 2.7 | 4.5 | .9  | .2  | 9.5  |
| 2023–24  | IND    | 68  | 47  | 25.0 | .498 | .357 | .804 | 2.1 | 4.1 | .9  | .1  | 9.2  |
| 2024–25  | IND    | 65  | 65  | 28.9 | .458 | .291 | .794 | 3.3 | 5.0 | 1.2 | .2  | 10.0 |
| 通算     | 通算   | 208 | 175 | 27.2 | .464 | .335 | .795 | 2.7 | 4.6 | 1.0 | .1  | 9.6  |

#### プレーオフ
| シーズン | チーム | GP | GS | MPG  | FG%  | 3P%  | FT%  | RPG | APG | SPG | BPG | PPG  |
| -------- | ------ | -- | -- | ---- | ---- | ---- | ---- | --- | --- | --- | --- | ---- |
| 2024     | IND    | 17 | 17 | 32.6 | .560 | .483 | .769 | 3.3 | 5.5 | .4  | .2  | 14.9 |
| 2025     | IND    | 23 | 23 | 33.4 | .471 | .465 | .804 | 3.2 | 4.7 | 1.5 | .2  | 12.5 |
| 通算     | 通算   | 40 | 40 | 33.1 | .511 | .473 | .792 | 3.3 | 5.0 | 1.0 | .2  | 13.5 |

### カレッジ
| シーズン | チーム   | GP  | GS  | MPG  | FG%  | 3P%  | FT%  | RPG | APG | SPG | BPG | PPG  |
| -------- | -------- | --- | --- | ---- | ---- | ---- | ---- | --- | --- | --- | --- | ---- |
| 2018–19  | フロリダ | 36  | 36  | 32.9 | .414 | .347 | .764 | 2.9 | 5.4 | 1.2 | .1  | 8.0  |
| 2019–20  | フロリダ | 31  | 31  | 33.2 | .441 | .308 | .775 | 3.0 | 5.6 | 1.1 | .1  | 11.2 |
| 2020–21  | ゴンザガ | 32  | 16  | 29.9 | .480 | .323 | .754 | 2.4 | 4.4 | 1.1 | .1  | 9.2  |
| 2021–22  | ゴンザガ | 32  | 32  | 32.2 | .452 | .383 | .873 | 3.4 | 5.8 | 1.6 | .1  | 11.8 |
| 通算     | 通算     | 131 | 115 | 32.1 | .446 | .343 | .790 | 2.9 | 5.3 | 1.2 | .1  | 10.0 |